# Пиетро Паоло Агабити
Пиетро Паоло Агабити (Сасоферато, около 1470 г. – Купрамонтана, около 1540 г.) е италиански художник и архитект.

## Биография
Пиетро Паоло Агабити е роден в Сасоферато, провинция Анкона, през 1465 или 1470 г. Последовател на Чима да Конелиано и повлиян от Алвизе Виварини, той завършва първата си известна творба през 1497 г. В документ от община Сера де' Конти Агабити се споменава в бурно събитие и може би точно за да избяга от закона, напуска Сасоферато доброволно, поемайки по пътя на изгнанието. Вероятно се премества в Романя и след това във Венето, но през 1496 г. той е в Йези и през 1510 г. се връща в родния си град, където рисува Разпятието година по-късно.
През 1531 г. той се оттегля в Купрамонтана във францискански манастир, където умира около 1540 г.

## Образование
Агабити следва венецианска живопис, след това се интересува от произведенията на Лоренцо Лото, Марко Палмецано и други. По-нататъшна важна стъпка в неговото художествено съзряване е срещата, състояла се в региона Марке, с Антонио Соларио, художник, с когото работи във Фермо, Мачерата, Осимо и други градове. Други личности, повлияли на Агабити, са Карло Кривели и Лука Синьорели, с които той работи в Йези от 1507 до 1510 г.